# 田中洋
田中 洋（たなか ひろし、1951年 - ）は、日本の経営学者（マーケティング研究者）。
中央大学大学院戦略経営研究科（中央大学ビジネススクール）教授を経て、同大学名誉教授。日本マーケティング学会2代目会長。
専門はブランド論、消費者行動論、広告論。

## 略歴
1951年愛知県名古屋市生まれ。1967年南山中学校（男子部）卒業。1970年南山高等学校（男子部）卒業。
1975年上智大学外国語学部イスパニア語学科卒業。1985年南イリノイ大学カーボンデール校大学院ジャーナリズム研究科修士課程修了。1991年慶應義塾大学大学院商学研究科商学専攻博士後期課程単位取得満期退学。2009年京都大学大学院経済学研究科より博士（経済学）の学位を取得（論文博士）。
電通、コロンビア大学コロンビア・ビジネス・スクール客員研究員・フェロー、法政大学経営学部教授を経て、2008年4月より中央大学大学院戦略経営研究科（中央大学ビジネススクール）（後楽園キャンパス）教授。2017年より2019年まで日本マーケティング学会2代目会長。2021年度日本消費者行動研究学会会長。

## 主な活動
マーケティング・消費者行動・ブランド・広告分野の研究者。電通での21年間の実務を経験してのちアカデミズムに転じる。実務経験を活かして、企業の戦略アドバイザー・研修講師、講演者を務める。朝日新聞、日本経済新聞、フジテレビ、テレビ東京ワールドビジネスサテライト、週刊ダイヤモンドなどのメディアへの登場経験がある。経済産業省で政府広報やデザイン政策に関する委員を歴任。1999-2001年フランス国立学院（グランゼコール）の国立土木学校(ポンゼショセ工科大学大学院ビジネススクール)で「戦略的ブランドマネジメント」について講義を行う。学会では日本商業学会、日本広告学会、日本消費者行動研究学会などで理事を歴任。米国の消費者行動研究学会（ACR）などでも研究発表を行う。2006年度法政大学大学院経営学研究科科長。2009年度特許庁・意匠出願動向調査委員会委員。2009年度経済産業省・市場コミュニケーション戦略強化に関する研究会座長。2014-2015年度　中央大学評議員。2014－2015年度公益財団法人大学基準協会　経営系専門職大学院認証評価委員会委員。2015年度特許庁「商標出願動向調査－マクロ調査－委員会」委員長。2012年2月東京広告協会より白川忍賞特別功労賞受賞。2012年11月日本マーケティング学会初代副会長、2017年4月に会長（二代目）に就任。日本マーケティング学会では、2017年度までマーケティングリサーチプロジェクトとして、ブランド＆コミュニケーション研究会を主宰した。同学会でCMO研究会を主宰していた。

### 研究業績
田中の著書はブランド・広告・マーケティングをテーマとしている。研究業績では、ブランドに関する理論的研究、グローバルブランド戦略の研究、ブランドマネジメントの日米比較研究などがある。近年は消費者行動論でluxuryの研究も行う。広告研究では、これまでに三冊の共著書（『新広告心理』1991、『現代広告論』2000、『広告心理』2008）で三度、日本広告学会賞を受賞、2008年度に中央大学学術研究奨励賞受賞。2008年『消費者行動論体系』では心理学に基づいた消費者行動論の体系化を試みる。日本マーケティング学会カンフェレンス（2013年11月）のオーラルセッションで、「メディア接触のコウホート効果に関する研究」にてベストペーパー賞を共同受賞。2017年12月に『ブランド戦略論』（有斐閣）を上梓して、これまでのブランド論を総展望するとともに、ブランドについての理論的提唱を行っている。この『ブランド戦略論』は、2018年10月に開催された日本広告学会全国大会において「2018年・日本広告学会賞」を受賞。さらに同年同月の日本マーケティング学会マーケティングカンファレンスにおいて「マーケティング本大賞2018」で「大賞」を受賞している。

### 実務での業績
ブランド・マーケティング・広告・国際ビジネスに関して数多くの企業や団体で講演や研修を実施する。ミシガン大学大学院ビジネススクールからの委嘱で企業研修を行う。朝日カルチャーセンター、日本マーケティング協会、日経広告研究所、日経ビジネススクール、アカデミーヒルズなどの講師を務める。ビジネスジャーナル、毎日新聞SPACEなどでマーケティングに関するエッセイを連載した。株式会社言コーポレーション顧問。一般財団法人ブランド・マネージャー認定協会特別顧問。一般社団法人ブランド戦略研究所顧問。ソウルドアウト株式会社社外取締役。

### 国際的活動
1993年9月、中華民国(台湾)広告学会第一回全国大会、国立政治大学(台北)に招待され講演を行う。2003-04年度に、ニューヨーク、コロンビア大学大学院ビジネススクールに客員研究員・フェローとして滞在。2006年11月には北京大学ビジネススクールでの国際シンポジウムに招聘され講演を行う。2007年9月中国・上海、復旦大学新聞学院で招待講演。

## その他
現代詩を愛好し、学生時代は文学サークルに、電通勤務時には文芸部に所属、電通文芸部の同人誌adaの編集担当を務めた。1991年には自身の詩作で神奈川県地球の詩コンクールで「地球の詩」賞を受賞した。2016年5月30日付日本経済新聞朝刊「交遊抄」欄で、「国語専科教室」主宰者工藤順一氏、多摩美術大学　美術史学者の本江邦夫教授らとの文芸を通じた交流を書いている。なお田中章（元ソニー・ミュージックエンタテインメント国際マーケティング担当ディレクター）は実兄に当たる。

## 年譜
- 1975年 - 株式会社電通入社

四日市支局営業課・名古屋支社媒体室・東京本社新聞局、マーケティング局マーケティングディレクターを経験
- 1996年 - 城西大学経済学部 助教授
- 1998年 - 法政大学経営学部 教授
- 2008年 - 中央大学ビジネススクール（中央大学大学院戦略経営研究科） 教授
- 1999年 - フランス国立土木学校（エコール・デ・ポンゼジョセ工科大学）（ENPC)大学院国際経営学研究科兼任教授
- 2003年4月～2005年3月 - コロンビア大学大学院ビジネススクール・客員研究員/フェロー

東北大学、名古屋大学大学院、慶應義塾大学、早稲田大学、国際大学大学院、女子美術短期大学、青山学院大学などで兼任講師。

## 著書
- 『ブランド戦略論』（有斐閣、2017)
- 『ネットビジネス・ケースブック』（荻原猛との共著、同文舘出版、2017）
- 『消費者行動論』（中央経済社、2015）
- 『ブランド戦略全書』（編著、[有斐閣]、2014）
- 『1ワード3分でわかる! 基本から最新まで マーケティングキーワードベスト50』（ユーキャン学び出版、2014）
- 『ブランド戦略・ケースブック』（編著、同文舘出版、2012）
- 『課題解決！マーケティング・リサーチ入門』（編著、リサーチ・ナレッジ研究会著、ダイヤモンド社、2010)
- 『大逆転のブランディング　―どん底から成長した13社に学ぶ』（講談社、2010)
- 『消費者行動論体系』(中央経済社、2008)
- 『現代広告論[新版]』(岸志津江・嶋村和恵との共著、有斐閣、2008)
- 『広告心理』（仁科貞文・丸岡吉人との共著、電通、2007、日本広告学会賞）（中国語に翻訳出版される）
- 『欲望解剖』（茂木健一郎との共著、幻冬舎、2006）
- 『消費者・コミュニケーション戦略』（清水聰との共編著、有斐閣、2006）
- 『Q&Aでわかるはじめてのマーケティング』（岩村水樹との共著、日本経済新聞社、2005）
- 『デフレに負けないマーケティング』（ダイヤモンド社、2003）（2007年韓国Communicationbooks, Inc.より韓国語版出版）
- 『企業を高めるブランド戦略』（講談社現代新書、2002）
- 『現代広告論』（岸志津江・嶋村和恵との共著、有斐閣、2000、日本広告学会賞）
- 『ブランド構築と広告戦略』（青木幸弘・岸志津江との共編著、日本経済新聞社、2000）
- 『最新ブランド・マネジメント体系』（青木幸弘・亀井昭宏・小川孔輔との共編著、日本経済新聞社、1997）
- 『新広告心理』（仁科貞文監修・丸岡吉人との共著、電通、1991、日本広告学会賞）（韓国・台湾で翻訳出版）

### 翻訳
- 『キュレーション』（監訳、野田牧人訳、スティーブン・ローゼンバウム著、プレジデント社、2010）
- 『世界最強CMOのマーケティング実学教室』（監訳、ダイヤモンド社、2006）
- 『あのブランドの失敗に学べ！』（森口美由紀との共訳、ダイヤモンド社、2005）
- 『ティーンズ・マーケティング』（翻訳、ダイヤモンド社、2002）
- 『アメリカンライフスタイル全書』（岡田芳郎監訳、和田仁との共訳、日本経済新聞社、1994）
- 『アメリカの心』（岡田芳郎・楓セビルとの共訳、学生社、1987）